# Restauracja (lokal gastronomiczny)

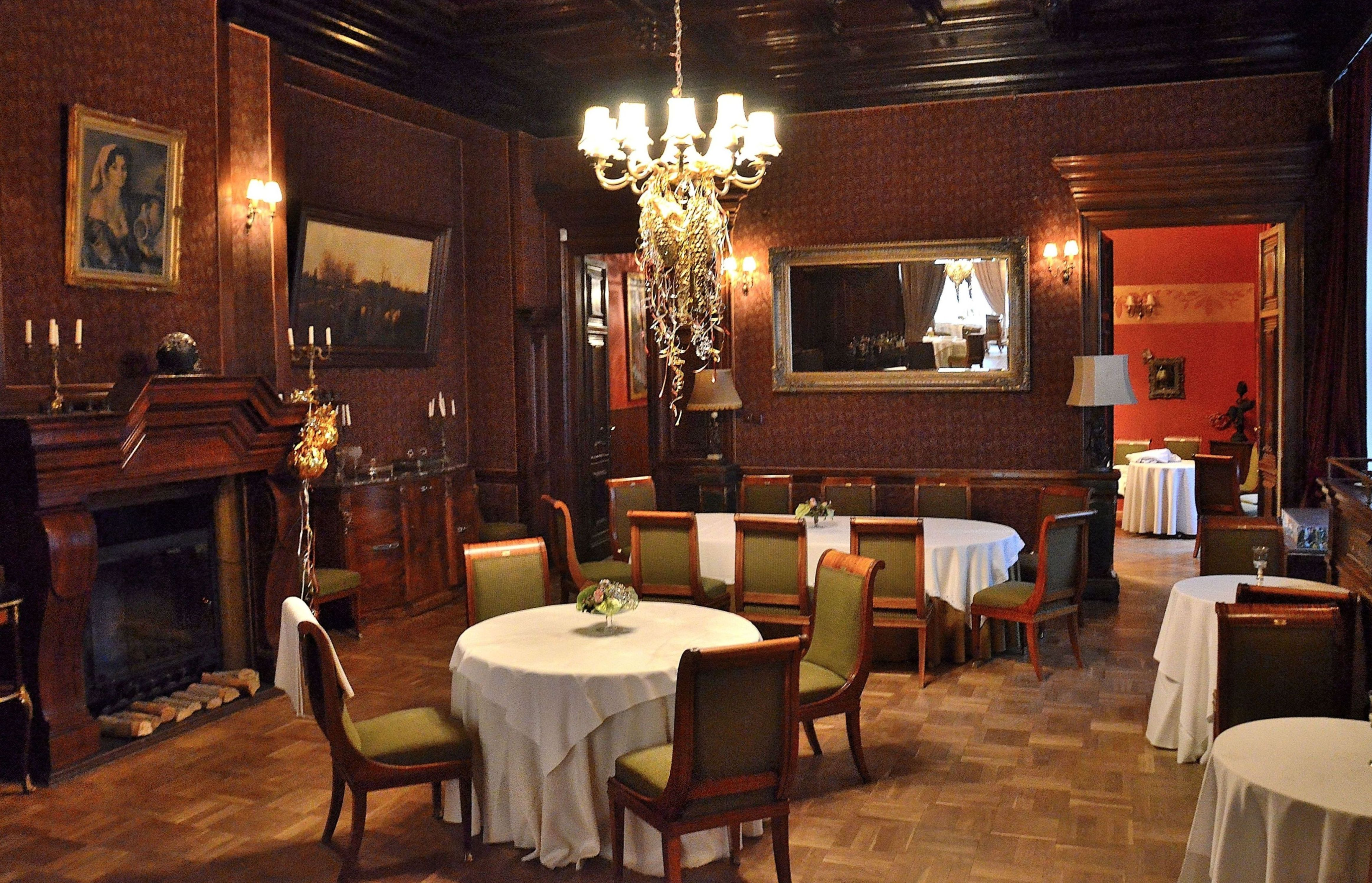
Wnętrze restauracji

Restauracja – zakład gastronomiczny dostępny dla ogółu konsumentów, z pełną obsługą kelnerską, oferujący szeroki i zróżnicowany asortyment potraw i napojów, podawany konsumentom według karty jadłospisowej.
Zakład taki zaspokaja podstawowe i ekskluzywne potrzeby konsumenta, zapewniając mu przy tym wypoczynek i rozrywkę.
W restauracji dania przygotowywane są na indywidualne zamówienie, produkowane głównie z surowców (rzadziej z półproduktów i gotowych potraw). Asortyment uzupełniają napoje zimne i gorące, alkohole, wyroby cukiernicze i towary handlowe (papierosy, słodycze itp.). Restauracje często mają odpowiedni do charakteru obiektu wystrój wnętrz i specjalizację w rodzaju kuchni (regionalna, narodowa). Ponadto restauracje świadczą usługi rozrywkowe (np. dancingi), dodatkowe (np. catering), przygotowane są do organizowania przyjęć okolicznościowych i obsługi grup.
Istnieje wiele zakładów specjalistycznych będących odmianą restauracji o zwężonym zakresie podawanych potraw i napojów, np. pizzerie, karczmy.
Podrzędna restauracja potocznie określana jest jako knajpa.
Wiele sieci barów szybkiej obsługi, które sprzedają żywność fast food, nazywa niepoprawnie swoje placówki restauracjami (np. McDonald’s, KFC).
Na przełomie XIX i XX wieku w Niemczech, także np. w Poznaniu, Wrocławiu, Toruniu i Nysie, a następnie w USA utworzono sieć restauracji automatycznych.

## Typy restauracji
- casual dining
- fine dining